# Amiloidose
Amiloidose é um grupo de doenças caracterizadas pela acumulação nos tecidos de depósitos de proteínas mal agregadas, denominados fibrilas amilóides. Os sintomas dependem do tipo e são geralmente variáveis. Os sintomas mais comuns são diarreia, perda de peso, cansaço, aumento de volume da língua, hemorragias, perda de sensibilidade, sensação de desmaio ao estar em pé, inchaço das pernas ou aumento de volume do baço.
Existem cerca de 30 tipos diferentes de amiloidose, cada um deles originado por um tipo diferente de erros na formação de proteínas. Alguns têm causas genéticas, enquanto outros são adquiridos. Os diferentes tipos são agrupados em formas localizadas e sistémicas. Os quatro tipos mais comuns de amiloidose sistémica são a amiloidose AL (primária, cadeia leve), amiloidose AA (secundária), amiloidose Aβ2M (associada à diálise) e amiloidose ATTR (amiloidose sistémica senil).
Suspeita-se do diagnóstico quando se observam proteínas na urina, aumento de volume de um órgão ou problemas em vários nervos periféricos sem uma razão aparente. O diagnóstico pode ser confirmado com uma biópsia aos tecidos. Uma vez que a doença se apresenta de diversas formas, em muitos casos o diagnóstico pode levar algum tempo até ser conclusivo.
O tratamento tem como objetivo diminuir a quantidade de proteínas envolvidas. Em alguns casos isto é conseguido determinando e tratando a causa subjacente. Em cada ano, a amiloidose AL afeta cerca de 3–13 em cada milhão de pessoas e a amiloidose AA cerca de 2 em cada milhão. A idade mais comum em que estes dois tipos se começam a manifestar é entre os 55 e 60 anos de idade. Sem tratamento, a esperança de vida é de seis meses a quatro anos. Nos países desenvolvidos, cerca de 1 em cada 1000 pessoas morre de amiloidose. A primeira descrição conhecida da doença remonta a 1639.

## Classificação
Há quatro tipos de amiloidose:
- Amiloidose Primária (AL): Causa desconhecida, originando na medula óssea com plasmócitos. Pode estar associada a defeito na produção de anticorpos pelos plasmócitos (linfócitos B maduros) ou associado a mieloma múltiplo;
- Amiloidose Secundária (AA): Resultado de doenças inflamatórias e/ou infecciosas como tuberculose, osteite, artrite reumatoide, febre familiar do Mediterrâneo ou ileíte granulomatosa;
- Paramiloidose ou Amiloidose Hereditária: A forma mais rara. Costuma afetar os nervos e o coração. Mais frequente em descendente de nórdicos, portugueses e afro-americanos. Costuma estar associada à proteína transtirretina (TTR) produzida no fígado.
- Amiloidose sistêmica senil: Surge do dobramento incorreto de proteínas em idosos e que geram acúmulo de transtiretina (TTR) do tipo selvagem no coração.

## Causas
Pode ter causa:
- Genética;
- Consequência de doença inflamatória;
- Consequência da idade avançada ou;
- Resultado de diálise prolongada.

Secundária
Doenças associadas com amiloidose secundária (AA) incluem:
Algumas das condições associadas com AA incluem o seguinte:
- Artrite reumatoide;
- Artrite juvenil crônica;
- Espondilite anquilosante;
- Psoríase;
- Síndrome de Behçet;
- Febre familiar do Mediterrâneo;
- Doença de Crohn;
- Mal de Hansen;
- Osteomielite;
- Tuberculose;
- Bronquiectasia crônica;
- Doença de Castleman;
- Doença de Hodgkin;
- Carcinoma de trato gastrointestinal, pulmão ou urogenital;
- Síndrome periódica associada à criopirina (CAPS)

## Doenças[8]

### Lisozima amiloidose
Ocorre quando há uma forma mutante da enzima (lisozima) que hidrolisa as paredes celulares de bactérias. Existem duas variantes conhecidas dessa enzima, a I56T e a D67H. Estas formam fibrilas amiloides que são depositadas nos órgãos internos frequentemente levando indivíduos na faixa estaria dos 50 anos a óbito.

### Polineuropatia Amiloidótica
Familiar Acontece quando há uma mutação de uma proteína do plasma sanguíneo (Transtiretina), a qual funciona como transportadora tanto da tiroxina, um hormônio da tireoide que é insolúvel em água, quanto do retinol.

### Fibrinogênio Amiloidose
É desenvolvida quando existe uma anormalidade no precursor da fibrina (fibrinogênio), que participa da coagulação sanguínea. Acontece uma associação de domínios β de duas variantes parcialmente não dobradas da lisozima formando uma folha β mais extensa, ocorre conversão conformacional de hélices α em fitas β, gerando um processo atocatalítico de redobramento que é um mecanismo geral que ocorre nesta doença.

### Diabetes melito tipo 1
Quando as células β das ilhotas pancreática são incapazes de sintetizar o hormônio polipeptídico insulina.

### Diabetes melito tipo 2
Quando o pâncreas contém depósitos de Peptídeo Ilhota Amiloide (IAPP), quanto maior essa deposição mais severa a doença.

## Fisiopatologia
Aproximadamente 10% dos depósitos de amiloidose consistem de glicosaminoglicanos (GAGs), apolipoproteína E (apoE) e componente (SAP) amilóide P do soro. Já os outros 90% consistem das fibrilas amiloides, formadas pela agregação de proteínas mal formadas. Dependendo do local onde está o plasmócito defeituoso o amiloide pode se concentrar em apenas um órgão (amiloidose localizada), mais frequentemente na bexiga e nas vias respiratórias, ou espalhar pelo corpo inteiro (amiloidose sistêmica).

## Sinais e sintomas

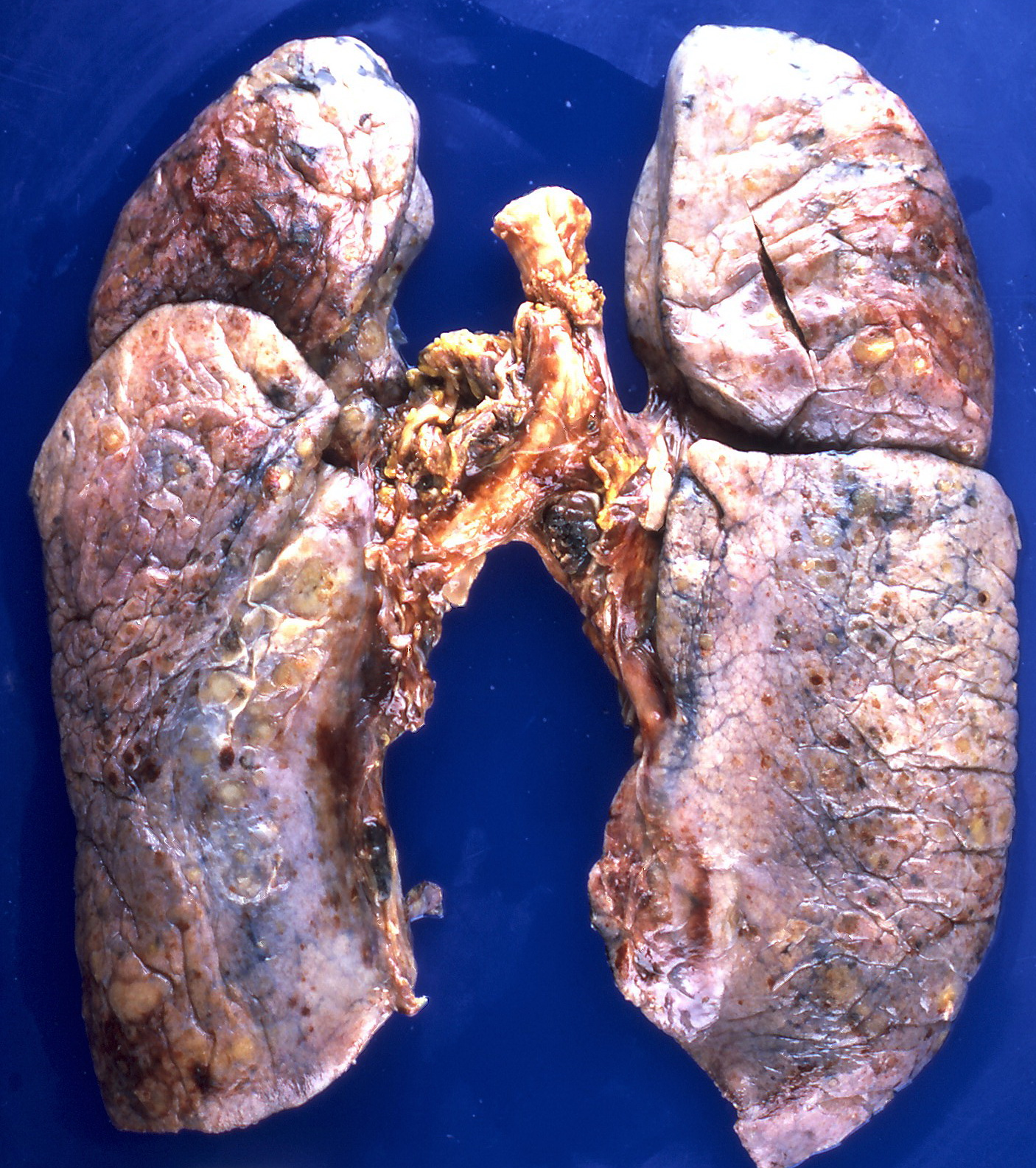
Depósitos nodulares de amiloides na pleura

Os sintomas dependem da causa, dos órgãos afetados, do tipo de proteínas acumuladas e da área afetada pelo depósito. Pode afetar apenas um ou múltiplos órgãos. Dependendo da área afetada pode resultar em:
- Rim: Insuficiência renal crônica e síndrome nefrótica (perda de proteínas);
- Coração: Danos ao músculo cardíaco (cardiomiopatia), arritmia, insuficiência cardíaca congestiva;
- Sistema nervoso: Formigamento(parestesia), dormência e fraqueza (neuropatia periférica);
- Punhos: Síndrome do túnel do carpo;
- Joelhos: Inchaço e redução da mobilidade;
- Intestino: Má absorção, perda de peso, diarreia, e deficiências nutricionais;
- Fígado: Inchaço e rupturas (hepatomegalia);
- Língua: Inchaço (Macroglossia) e dificuldade para engolir;
- Pele: Endurecimento e fragilidade;
- Vasos sanguíneos: Queda da pressão arterial ao se levantar (hipotensão ortostática), entupimento (embolismo).

Os órgãos mais afetados são os rins (aproximadamente 70% dos pacientes), coração (50%) e sistema nervoso (30%).

## Diagnóstico
O diagnóstico é fácil (técnica microscópica com uma coloração específica - vermelho congo), embora seja dificultado pela associação da amiloidose a diversas outras doenças e devido à grande diversidade de sintomas.

## Tratamento
Caso seja secundária obviamente deve-se tratar também a causa primária. Tratamentos medicamentosos incluem agentes quimioterápicos como melfalano (Alkeran) ou ciclofosfamida (Cytoxan) e corticosteroides anti-inflamatórios como dexametasona. Estas drogas interrompem o crescimento das células anormais que produzem a proteína amiloide.
Sem tratamento a vítima de amiloidose primária dificilmente sobrevive mais que um ano e meio, isso se não houver comprometimento grave da função cardíaca, pois nesse caso a taxa de sobrevivência cai para 6 meses. Já de amiloidose hereditária a taxa de sobrevivência é de 5 a 15 anos.
Células-tronco frescas do corpo do próprio paciente podem ser usadas para substituir os plasmócitos defeituosos e tecidos danificados. Outra opção, é o transplante de órgão, única solução para re-estabelecer a função de órgão irreparavelmente danificado.
Novos medicamentos estão sendo desenvolvidos para evitar a formação de depósitos de amiloide. Um dos medicamentos promissores é o eprodisate (Kiacta), um comprimido que inibe a formação de fibrilas amiloides ao evitar que o amiloide A sérico interaja com outras moléculas que induzem seu dobramento incorreto.